# Isotow GTD-350

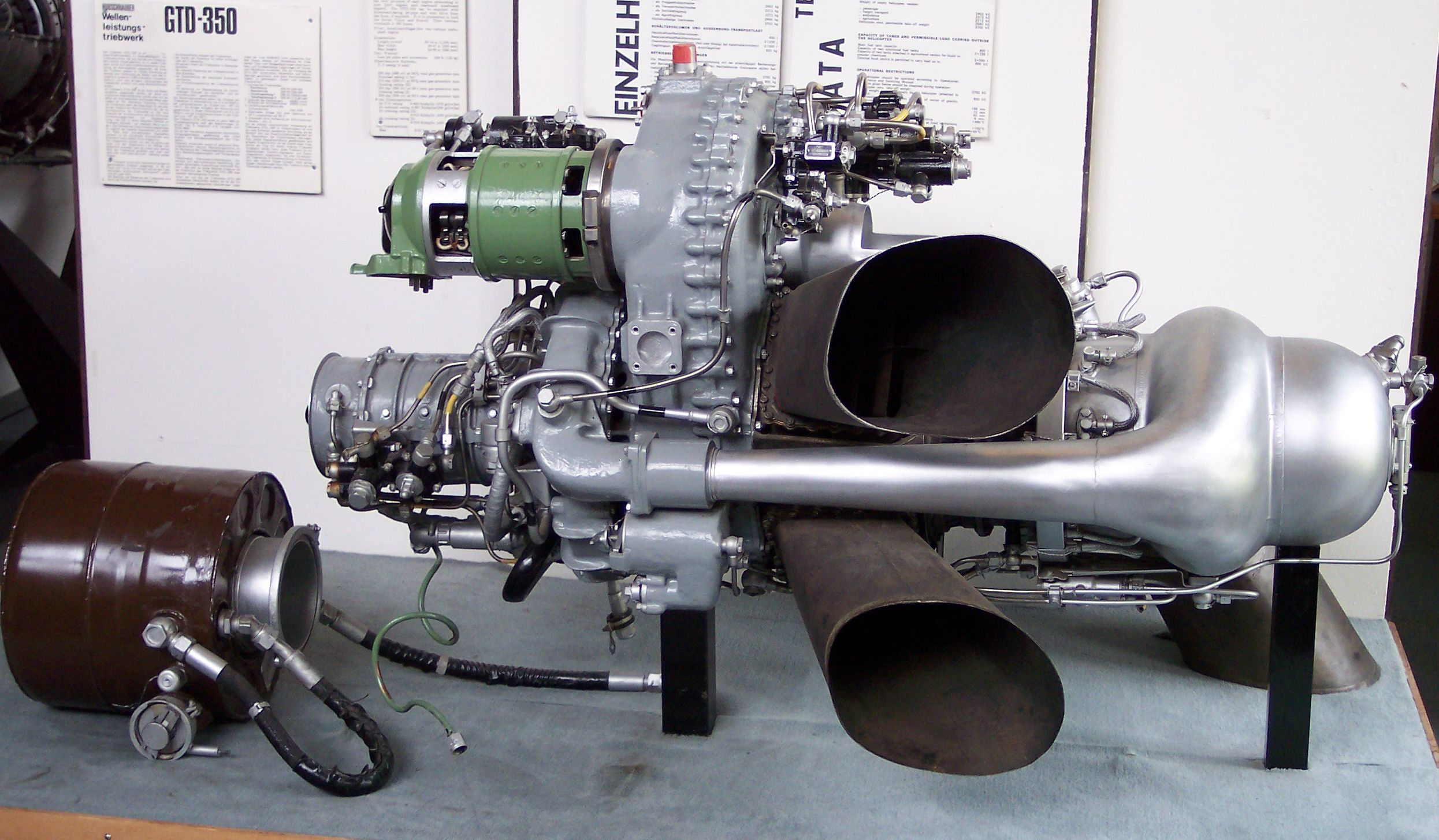
Klimow GTD-350

Die Isotow GTD-350 (auch Klimow GTD-350) ist eine Gasturbine mit Getriebe zum Antrieb von Hubschraubern. Sie wurde beim russischen Hersteller Klimow entworfen und ähnelt stark der US-amerikanischen Gasturbine Allison 250.
Auch der Leistungsbereich ist sehr ähnlich.
Das GTD-350 wurde ab 1963 für den Hubschrauber Mil Mi-2 entwickelt. Die Serienfertigung fand in Polen bei WSK PZL als PZL Rzeszow GTD-350 statt und dauerte bis Ende der 1990er-Jahre an. Insgesamt wurden über 11.000 Triebwerke gefertigt. Die Mean Time Between Overhaul liegt bei 500 Stunden. Das Triebwerk wird vom Herstellerwerk noch mit Ersatzteilen versorgt.

## Technische Daten
- Leistung: 294 kW (400 PS)
- Spezifischer Kraftstoffverbrauch: 490 g/kWh
- Luftdurchsatz: 2 kg/s
- Verdichtung: 6,0
- Verdichter: 7 Axialstufen + 1 Radialstufe
- Turbine: 1 Stufe + 2 Stufen
- Turbineneintrittstemperatur: 970 °C
- Turbinenhöchstdrehzahl für den Verdichterantrieb 42.400/min
- Turbinenhöchstdrehzahl für den Wellenantrieb: 24.000/min
- Höhe: 680 mm
- Breite: 522 mm
- Länge: 1.350 mm
- Gewicht: 135 kg